# Château Vieux
Château Vieux is een gehucht in de Franse gemeente Chichilianne, departement Isère, regio Auvergne-Rhône-Alpes. Het ligt juist noordelijk van de plaats Chichilianne.
Dorp: Chichilianne (L'Église)       Gehuchten: Bernardière · Château Vieux · Donnière · Les Oches · Passières · Richardière · Ruthière